# Sven Thofelt
Sven Alfred Thofelt (ur. 19 maja 1904 w Sztokholmie, zm. 1 lutego 1983 w Djursholm) – szwedzki szpadzista i pięcioboista nowoczesny, trzykrotny medalista olimpijski i wielokrotny medalista mistrzostw świata w szermierce.
Podczas igrzysk olimpijskich w Amsterdamie w 1928 zdobył złoty medal w pięcioboju nowoczesnym, wyprzedzając swego rodaka, Bo Lindmana i Helmutha Kahla z Rzeszy Niemieckiej. Na rozgrywanych cztery lata później igrzyskach olimpijskich w Los Angeles nie obronił tytułu, zajmując tym razem czwarte miejsce, przegrywając rywalizację o brązowy medal z Richardem Mayo z USA o 0,5 punktu. Wystąpił tam także w turnieju szpady indywidualnej, zajmując dziewiąte miejsce. Następnie wystąpił na igrzyskach olimpijskich w Berlinie w 1936 roku, gdzie Szwedzi w składzie: Hans Granfelt, Sven Thofelt, Gustav Almgren, Gustaf Dyrssen, Hans Drakenberg i Birger Cederin zdobyli srebrny medal w turnieju szpady drużynowej. W pięcioboju ponownie był czwarty, tym razem w walce o podium lepszy o 1,5 punktu okazał się Włoch Silvano Abbà. Po II wojnie światowej wystąpił na igrzyskach olimpijskich w Londynie w 1948 roku, gdzie wspólnie z Bengtem Ljungquistem, Frankiem Cervellem, Perem Carlesonem, Carlem Forssellem i Arne Tollbomem wywalczył brązowy medal w turnieju drużynowym. 
Wielokrotnie zdobywał medale mistrzostw świata w szermierce. Pierwszy raz na podium zawodów tego cyklu stanął w 1931 roku, wspólnie z Curtem Dahlgrenem, Gustafem Dyrssenem, Hansem Granfeltem, Carlem Gripenstedtem i Nilsem Hellstenem zdobywając brąz na mistrzostwach świata w Wiedniu. Następnie zdobywał srebrne medale na mistrzostwach świata w Pieszczanach (1938) i mistrzostwach świata w Lizbonie (1947) oraz brązowe na mistrzostwach świata w Budapeszcie (1933), mistrzostwach świata w Warszawie (1934) i mistrzostwach świata w Paryżu (1937).
W 1924 ukończył Królewską Akademię Wojskową (szw. Kungliga Krigsskolan, obecnie Militärhögskolan Karlberg) i został zawodowym wojskowym, osiągając stopień generała brygady. Był też działaczem sportowym. W latach 1966–1980 był prezydentem Międzynarodowej Unii Pięcioboju Nowoczesnego, w 1968 został prezydentem Szwedzkiej Federacji Szermierki, a w latach 1969-1976 przewodniczącym zarządu Szwedzkiego Komitetu Olimpijskiego. W latach 1970–1976 był członkiem Międzynarodowego Komitetu Olimpijskiego (MKOl), a w latach 1976-1993 był członkiem honorowym.
W 1982 odznaczony srebrnym Orderem Olimpijskim.
Jego syn, Björn Thofelt, także został pięcioboistą.